# Tangshan Sannühe Airport
Tangshan Sannühe Airport (kinesiska: 唐山三女河机场) är en flygplats i Kina. Den ligger i provinsen Hebei, i den norra delen av landet, omkring 140 kilometer öster om huvudstaden Peking. Tangshan Sannühe Airport ligger 12 meter över havet.
Runt Tangshan Sannühe Airport är det tätbefolkat, med 411 invånare per kvadratkilometer. Närmaste större samhälle är Tangshan, 19,0 km sydost om Tangshan Sannühe Airport. Trakten runt Tangshan Sannühe Airport består till största delen av jordbruksmark.
Genomsnittlig årsnederbörd är 846 millimeter. Den regnigaste månaden är augusti, med i genomsnitt 199 mm nederbörd, och den torraste är januari, med 2 mm nederbörd.